# جوجة كباب

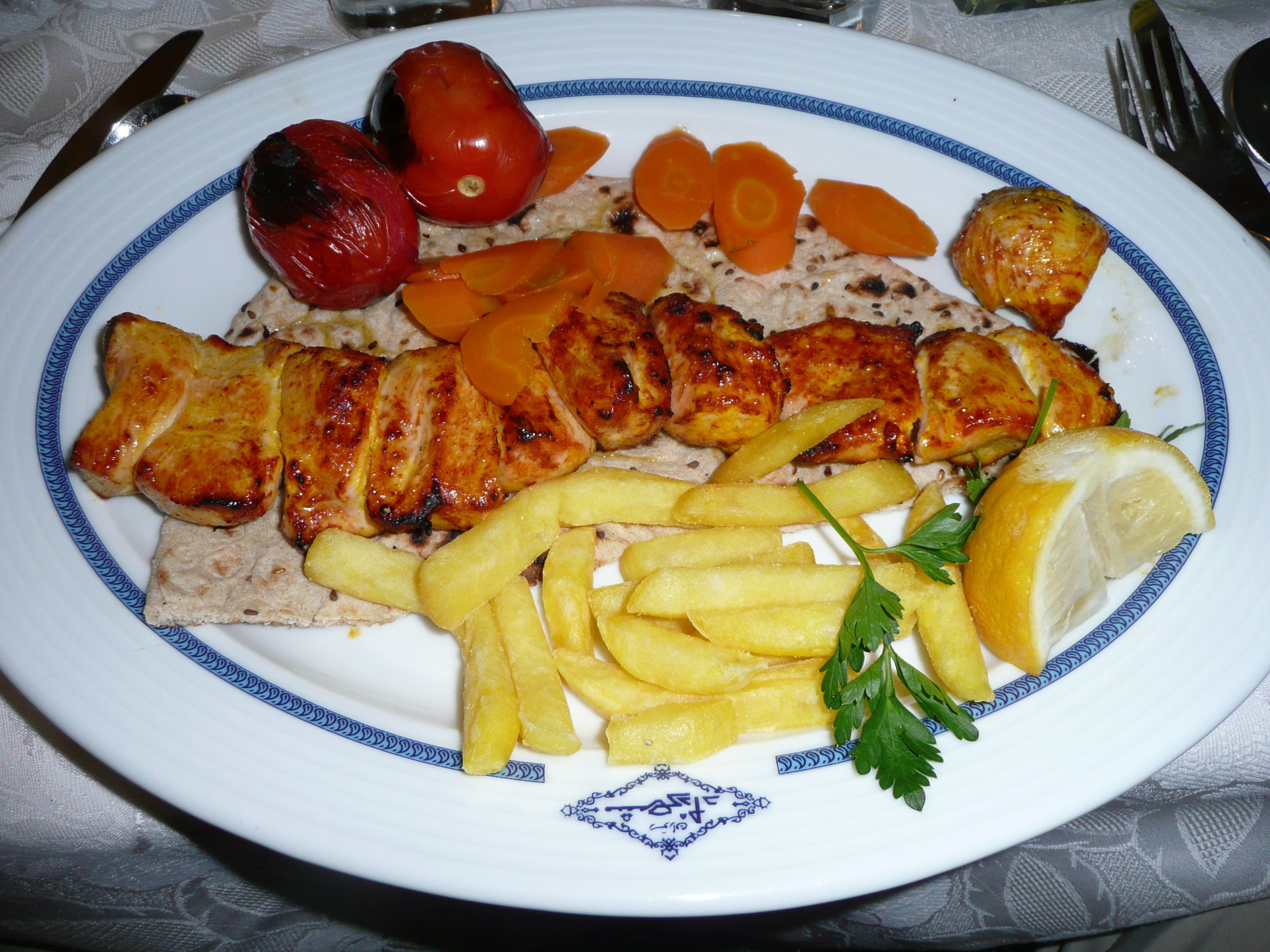
جوجي كباب إيراني، مع الليمون والطماطم المشوية والجزر المخبوزة والبطاطا المقلية والخبز

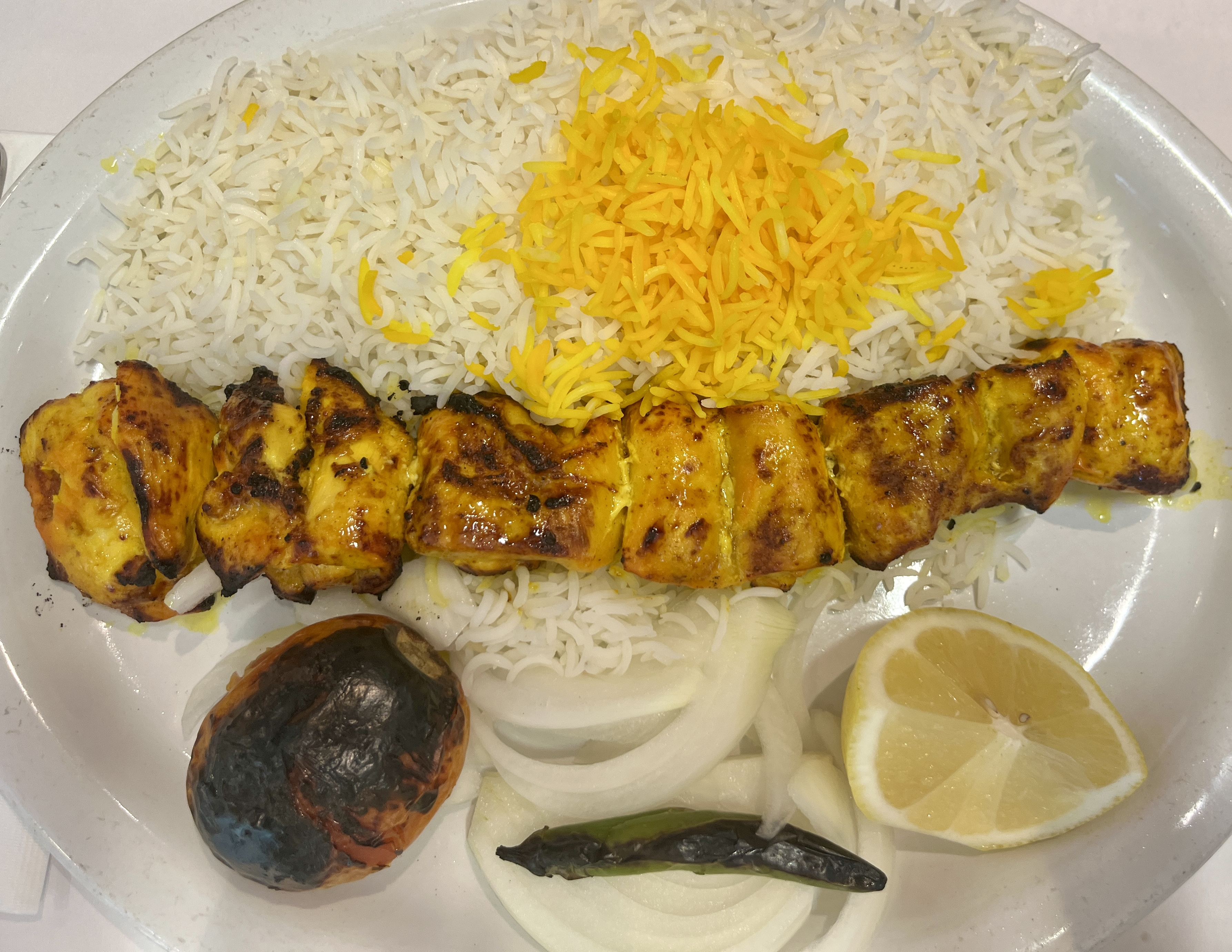
طبق أرز جوجة كباب

جوجة كباب (بالفارسية: جوجه‌ کباب) عبارة عن طبق إيراني مُكوَّن من قطع الدَّجاج المشوي، والتي تكون أحيانًا بالعظم وأحيانًا أخرى بدون عظم. هو أحد الأطباق الأكثر شيوعًا وشعبية في إيران. ومن الشائع نقع الدجاج في البصل المفروم وعصير الليمون والزعفران.
يتم تهجئتها أحيانًا باسم جوجه. غالبًا ما يتم تقديمه على أرز بالزَّعفران أو ملفوف في خبز لواش، وكلاهما من العناصر الأساسية في المطبخ الإيراني. يتم تقديم الأول في كثير من الأحيان في المطاعم والحفلات المتقنة مثل حفلات الزفاف، بينما يتم تناول الأخير في كثير من الأحيان في البيوت المنزلية ومحلات الكباب والنزهات أو معبأة للرحلات البرية.
تشمل المكونات الاختيارية الأخرى والتي تُقدم في جانبها، الطماطم المشوية والفلفل (المشوي أو الخام) والليمون الطازج أو الخضروات الأخرى.

## أنظر أيضا
- شيش كباب
- شيش طاووق